# Marquesat de Marianao
El Marquesat de Marianao és un títol nobiliari espanyol creat el 10 de desembre de 1860 per la reina Isabel II a favor de Salvador Samà i Martí, coronel de Milícies d'Infanteria a Cuba, regidor de l'Havana, i senador del Regne.
L'11 d'abril de 1893 es va concedir l'honor de Grandesa d'Espanya (G.E.) al segon marquès, Salvador de Samà i Torrents.
Salvador Samá i Martí, era fill d'Antoni Samà Parés i de Bonaventura Martí Domènech, tots dos veïns de Vilanova i la Geltrú, província de Barcelona.
La seva denominació fa referència a la localitat de Marianao, a Cuba.

## Marquesos de Marianao
|                       | Titular                             | Període               |
| Creació per Isabel II | Creació per Isabel II               | Creació per Isabel II |
| --------------------- | ----------------------------------- | --------------------- |
| I                     | Salvador de Samà i Martí            | 1860-1866             |
| II                    | Salvador de Samà i Torrents         | 1866-1933             |
| III                   | Salvador de Samà i de Sarriera      | 1935-1948             |
| IV                    | Salvador de Samà i Coll             | 1955-1976             |
| V                     | Jaime Samà i Coll                   | 1978-1979             |
| VI                    | María Victoria Samà i Coll          | 1981-1993             |
| VII                   | Alfonso de Fontcuberta i de Samà    | 1993-2002             |
| VIII                  | Mariana de Fontcuberta i Juncadella | 2002-actual titular   |

## Història dels marquesos de Marianao
Història dels marquesos de Marianao:
- Salvador Samà i Martí (1797-1866), I marquès de Marianao. Solter. Sense descendents. El va succeir el seu renebot:

- Salvador de Samà i Torrents (1861-1933), II marquès de Marianao. Es va casar amb Maria Dolors Sarriera i Milans, filla de Joaquim Sarriera i Larrard, VIII comte de Solterra. El va succeir el seu fill:

- Salvador de Samà i de Sarriera, III marquès de Marianao (1885-1948), II marquès de Vilanova i la Geltrú. Es va casar amb María de les Merceces Coll i Castell. El va succeir el seu fill:

- Salvador de Samà i Coll (1910-1976), IV marquès de Marianao, III marquès de Vilanova i la Geltrú. Solter. Sense descendents. El va succeir el seu germà:

- Jaume de Samà i Coll (1913-1979), V marquès de Marianao, IV marquès de Vilanova i Geltrú (per cessió del seu germà), X comte de Solterra. Solter. Sense descendents. El va succeir la seva germana:

- Maria Victòria de Samà i Coll (1911-1992[3]), VI marquesa de Marianao, V marquesa de Vilanova i la Geltrú, XII comtessa de Solterra, XI marquesa de Santa Maria de Barberà (rehabilitat en 1984 i perdut en 1987, per haver-hi un tercer amb millor dret).[4] Es va casar amb José de Fontcuberta y Casanova Dalmases y Parrella, IV marquès de Vilallonga. La va succeir el seu fill:

- Alfons de Fontcuberta i de Samà (?-2001[5]), VII marquès de Marianao, Gran d'Espanya (dignitat), V marquès de Vilallonga, XIII comte de Solterra. Es va casar amb María Isabel Juncadella y García-Blasco, filla d'Enric Juncadella i de Ferrer, IX marquès de Puerto Nuevo. El va succeir la seva filla:

- Mariana de Fontcuberta i Juncadella, VIII marquesa de Marianao, Gran d'Espanya (dignitat), VI marquesa de Vilallonga, XIV comtessa de Solterra.